# Episodi de Le sorelle McLeod (terza stagione)
La terza stagione della serie televisiva Le sorelle McLeod è stata trasmessa in prima visione in Australia da Nine Network nel 2003. 

Personaggi della serie televisiva

In Italia è stata trasmessa in prima visione in chiaro da Rai 1 e sul satellite da Hallmark Channel.
| nº | Titolo originale            | Titolo italiano                   | Prima TV USA | Prima TV Italia |
| -- | --------------------------- | --------------------------------- | ------------ | --------------- |
| 1  | Fairy Tale Ending           | Fine della favola                 |              |                 |
| 2  | Better the Devil You Know   | Il patto                          |              |                 |
| 3  | The Road Home               | Ritorno a casa                    |              |                 |
| 4  | An Affair to Forget         | Una relazione da dimenticare      |              |                 |
| 5  | Put to the Test             | La prova                          |              |                 |
| 6  | The Wedding                 | Il matrimonio                     |              |                 |
| 7  | Gone to the Dogs            | Truffa sventata                   |              |                 |
| 8  | The Ghost of Things to Come | Il fantasma del futuro            |              |                 |
| 9  | A House of Cards            | Castelli di sabbia                |              |                 |
| 10 | Three Little Words          | Tre semplici parole               |              |                 |
| 11 | Repeat Offenders            | Offese reciproche                 |              |                 |
| 12 | Sins of the Father          | Le colpe dei padri                |              |                 |
| 13 | Jokers to the Right         | Mai fidarsi                       |              |                 |
| 14 | Chain Reaction              | Reazione a catena                 |              |                 |
| 15 | The Awful Truth             | La dura verità                    |              |                 |
| 16 | Seeing the Light            | Vedere la luce                    |              |                 |
| 17 | A Slight Interruption       | Una piccola crisi                 |              |                 |
| 18 | Old Beginnings              | Vecchi inizi                      |              |                 |
| 19 | Where There's Smoke         | Quando c'è fumo                   |              |                 |
| 20 | Perfect Match               | L'anima gemella                   |              |                 |
| 21 | Let the Best Man Win        | Che vinca il migliore             |              |                 |
| 22 | Majority Rules              | Decisione a maggioranza           |              |                 |
| 23 | The Ties That Bind          | Legami per la vita                |              |                 |
| 24 | One Step at a Time          | Un passo alla volta               |              |                 |
| 25 | Time Frame                  | Attimi di tempo                   |              |                 |
| 26 | Body Language               | Il linguaggio del corpo           |              |                 |
| 27 | To Catch a Thief            | Istanti                           |              |                 |
| 28 | My Noon, My Midnight        | Il mio mezzodì, la mia mezzanotte |              |                 |
| 29 | The Long Goodbye            | Il lungo addio                    |              |                 |
| 30 | Turbulence                  | Turbolenza                        |              |                 |

## Il mio mezzodì, la mia mezzanotte
- Titolo originale: My Noon, My Midnight
- Diretto da: Chris Martin-Jones
- Scritto da: Chris Hawkshaw

### Trama
Uno stallone bianco appare a Drover's Run e Tess pensa che ciò sia segno di morte. Alex si trasferisce a Drover's da Claire e mostra a Nick l'anello che ha intenzione di darle chiedendole di sposarlo. 
Tess scopre che i risultati della biopsia sono negativi. Le due sorelle decidono quindi di dare una festa per festeggiare. Mentre sono sulla strada di ritorno dalla città però, lo stallone bianco taglia loro la strada e l'auto prende poi un tratto di strada dissestata finendo sull'orlo di un burrone. Claire ha le gambe incastrate e dice a Tess di uscire dall'auto prendendo Charlotte. Tess cerca poi di ancorare l'auto ma la corda è troppo corta e, mentre l'auto sta per precipitare, Claire spinge via la sorella e le dice di prendersi cura di sua figlia e che le vuole bene. Alex a Drover's, mentre tutti si occupano dei preparativi, lascia l'anello sul letto di Claire.
Ma la pace viene interrotta dalle urla disperate di Tess, giunta a piedi e con la bambina in braccio, per chiedere aiuto. Tutti si recano sul posto e Alex si cala nel burrone per trovane Claire esanime, senza più vita.

## Il lungo addio
- Titolo originale: The Long Goodbay
- Diretto da: Karl Zwicky
- Scritto da: Denise Morgan, Sarah Smith e Alexa Wyatt

### Trama
Tutti sono sconvolti per la morte di Claire. Alex in un primo momento si rifiuta di prendere parte al funerale; insegue il cavallo bianco che cerca di uccidere perché è la causa della morte di Claire, ma dopo un pianto liberatorio si fa forza e lascia l'anello sulla bara della sua amata. Il giorno dopo il funerale, Stevie si presenta a Drovers per aiutare Tess.